# Enta da Stage
Albums de Black Moon
Diggin' in dah Vaults
(1996)
Singles
1. Who Got da Props?
Sortie : 1er décembre 1992
2. How Many MC's...
Sortie : 1993

Enta da Stage est le premier album studio de Black Moon, sorti le 19 octobre 1993.
Produit par DJ Evil Dee et Mr. Walt des Beatminerz, Enta da Stage contient une des premières apparitions du duo de rap underground Smif-n-Wessun, ainsi que des apparitions d'Havoc de Mobb Deep et Dru Ha, le cofondateur de Duck Down Records.
En dépit d'avoir été acclamé par la critique et d'avoir deux singles classés au Billboard Hot 100 (Who Got Da Props? et I Got Cha Opin), l'album s'est mal vendu. Il est également souvent négligé au profit d'autres albums ultérieurs de rap East Coast tels que Enter the Wu-Tang (36 Chambers), Illmatic, Ready to Die, Only Built 4 Cuban Linx… et The Infamous. Néanmoins, Enta da Stage fut précurseur de la résurgence du rap East Coast au milieu des années 1990.
En 1998, le magazine The Source l'a classé dans sa liste des « 100 meilleurs albums de rap ».

## Liste des titres
| No  | Titre                                                                         | Contient un (des) sample(s) de | Durée |
| --- | ----------------------------------------------------------------------------- | --- | ----- |
| 1.  | Powaful Impak! (Produit par DJ Evil Dee et Buckshot)                          | Scenario de A Tribe Called Quest featuring Leaders of the New School Just to Get a Rep de Gang Starr Ruling Sound de Thriller U | 4:02  |
| 2.  | Niguz Talk Shit (Produit par DJ Evil Dee)                                     | Bitches Brew de Miles Davis Spread Love (Remix) de The 45 King and Take 6 | 4:19  |
| 3.  | Who Got Da Props? (Produit par DJ Evil Dee)                                   | Tidal Wave de Ronnie Laws It's a New Day des Skull Snaps Fantastic Freaks at the Dixie de DJ Grand Wizard Theodore and The Fantastic Five Duck Down' des Boogie Down Productions                                                         | 4:24  |
| 4.  | Ack Like U Want It (Produit par DJ Evil Dee et Mr. Walt)                      | Knocking 'Round the Zoo (1971 Version) de James Taylor and The Flying Machine Submission de Tyrone Washington (Don't Want No) Woman de Lee Michaels                                                                                      | 4:52  |
| 5.  | Buck Em Down (Produit par DJ Evil Dee)                                        | Wind Parade de Donald Byrd Hihache du Lafayette Afro Rock Band | 4:37  |
| 6.  | Black Smif-n-Wessun (featuring Smif-n-Wessun – Produit par DJ Evil Dee)       | Misdemeanor d'Ahmad Jamal Spinning Wheel de Dr. Lonnie Smith | 4:18  |
| 7.  | Son Get Wrec (Produit par DJ Evil Dee)                                        | Season of the Witch de Mike Bloomfield, Al Kooper et Stephen Stills Oblighetto de Brother Jack McDuff Sport de Lightnin' Rod featuring Kool & The Gang                                                                                   | 3:26  |
| 8.  | Make Munne (Produit par Mr. Walt)                                             | I Need Your Lovin' d'Alyson Williams | 4:23  |
| 9.  | Slave (Produit par DJ Evil Dee)                                               | Rule of Mind de 9th Creation | 2:47  |
| 10. | I Got Cha Opin (Produit par Mr. Walt)                                         | Come Live With Me de Ten Wheel Drive Get Out of My Life, Woman d'Iron Butterfly Odwalla de l'Art Ensemble of Chicago Jimbrowski des Jungle Brothers                                                                                      | 4:10  |
| 11. | Shit Iz Real (Produit par DJ Evil Dee)                                        | Love Song to Katherine de John Klemmer Riding High de Faze-O | 3:53  |
| 12. | Enta Da Stage (Produit par Mr. Walt)                                          | Eye of the Cosmos de Cannonball Adderley Journey in Satchidananda d'Alice Coltrane Spinning Wheel de Dr. Lonnie Smith t's a New Day So Let a Man Come in and Do the Popcorn de James Brown Shiftee d'Onyx Who Got Da Props de Black Moon | 2:49  |
| 13. | How Many MC's... (Produit par DJ Evil Dee et Mr. Walt)                        | Hydra de Grover Washington, Jr. My Philosophy des Boogie Down Productions | 3:53  |
| 14. | U Da Man (featuring Dru Ha, Havoc et Smif-n-Wessun – Produit par DJ Evil Dee) | Get Out of My Life, Woman de Lee Dorsey Risin' to the Top de Keni Burke | 4:18  |